# 大肚瑞安宮

24°09′50″N 120°34′24″E / 24.16376472256052°N 120.57345500593563°E
大肚瑞安宮，是位於臺灣臺中市大肚區瑞井里的媽祖廟，其媽祖稱為「軍中媽」。

## 歷史

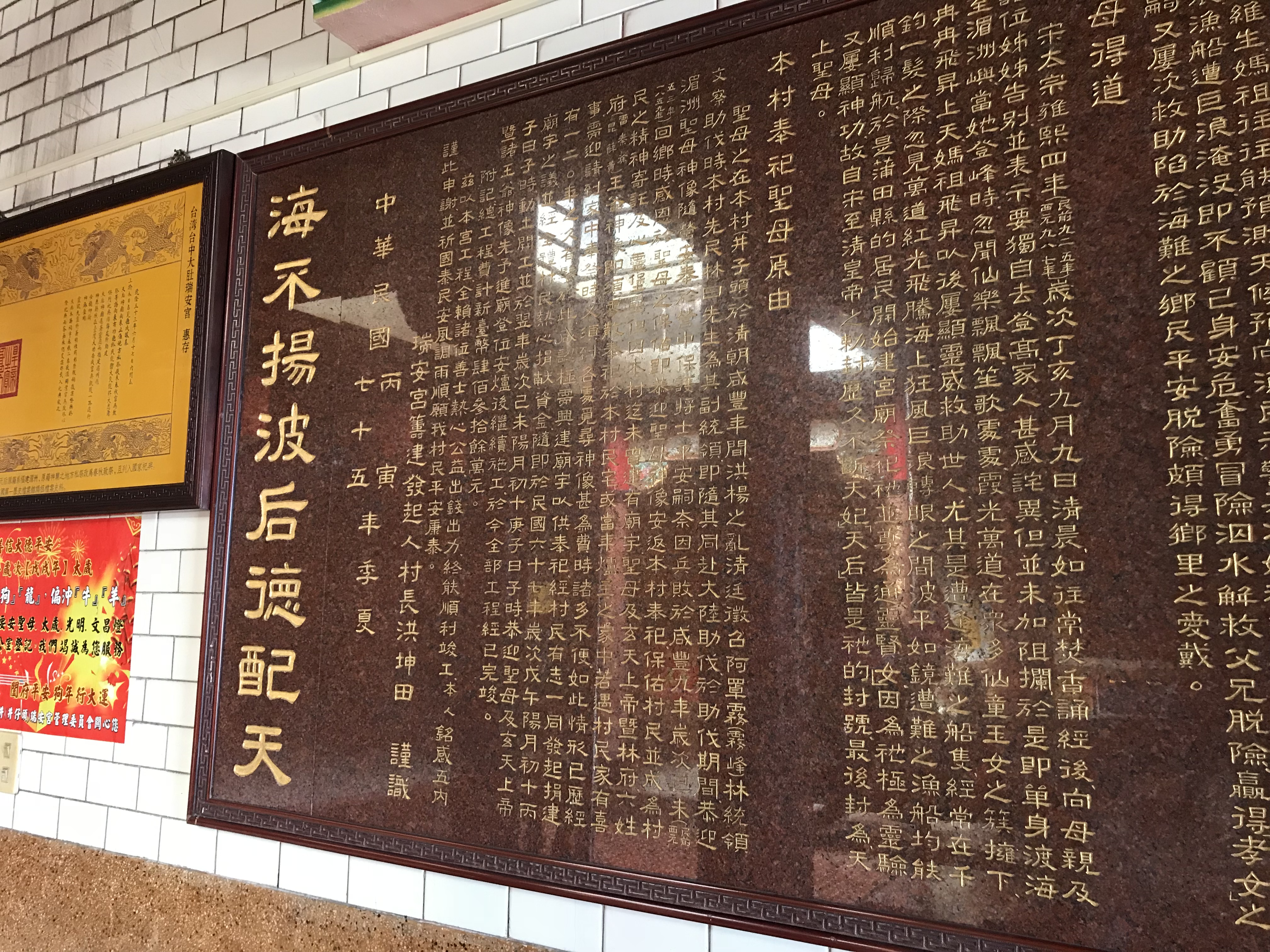
沿革

對於瑞安宮媽祖稱為「軍中媽」，廟方主委林茂德說是約1859年清兵從湄洲帶來一尊媽祖像，故有此稱。多年來由村民輪奉此神像。村民會讓孩子成為此媽祖的契子，若孩兒發燒生病，就會至爐主家摳下媽祖座椅木屑，煮來給孩子食用。當地也有媽祖接炸彈的傳說。
1979年才建廟完成。
2008年中華民國立法委員選舉期間，2007年11月30日，大甲鎮瀾宮董監事會開會決議到在12月16日到大肚鄉出巡，晚上八點到瑞安宮休息。此打破大甲媽以往出巡只經過大肚山下地區的慣例，且罕見於農曆三月期間出巡。該晚近九點時，阿吉仔在瑞安宮前的舞台發表支持立委候選人顏清標，被同地區的候選人李順涼質疑藉宗教作選舉，遂和舞台人員爆發肢體衝突，事後顏清標陣營表示舞臺人員和自己選舉陣營無關。同月24日，瑞安宮主委林弘源率廟方人員到大甲鎮瀾宮表達歉意，望不影響兩廟情誼。
瑞安宮因建廟時間不長，知名度不高，直到成為《花甲男孩轉大人》場景而知名。

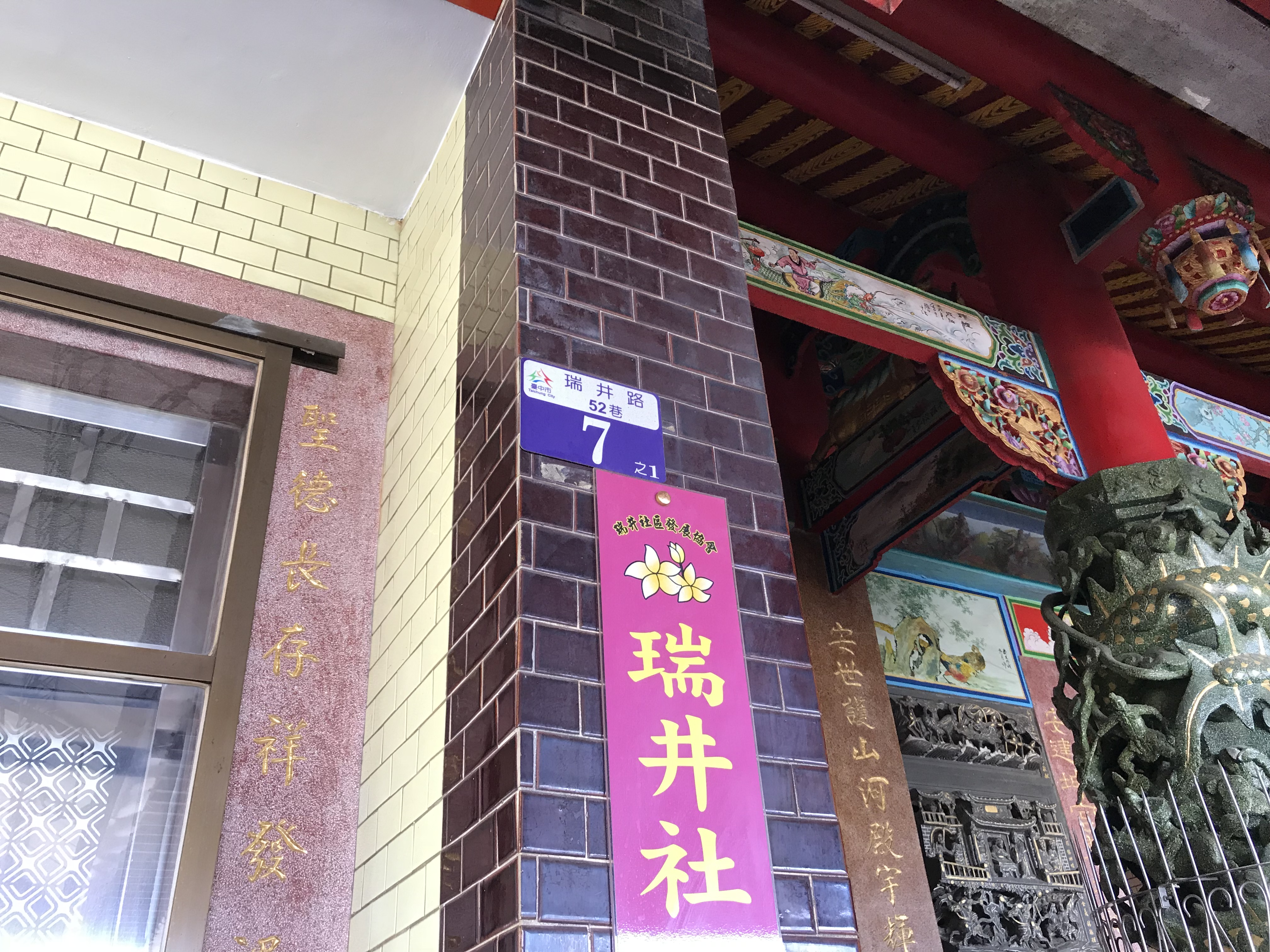
瑞安宮門牌